# Apurímacsnårsparv
Apurímacsnårsparv (Atlapetes forbesi) är en fågel i familjen amerikanska sparvar inom ordningen tättingar.

## Utbredning och systematik
Fågeln förekommer i Anderna i södra och centrala Peru (Apurímac, Cusco och Puno). Den behandlas som monotypisk.

## Status
Trots det begränsade utbredningsområdet och att den tros minska i antal anses beståndet vara livskraftigt av internationella naturvårdsunionen IUCN. 

## Namn
Fågelns vetenskapliga artnamn hedrar Sir Victor Courtenay Walter Forbes (1889-1958), brittisk diplomat i Mexiko, Spanien och Peru.